# Hôpital de Benfeld
L'hôpital de Benfeld est un monument historique situé à Benfeld, dans le département français du Bas-Rhin.

## Localisation
Ce bâtiment est situé au 1, rue de l'Hôpital à Benfeld.

## Historique
L'édifice fait l'objet d'une inscription au titre des monuments historiques depuis 1929.

## Architecture

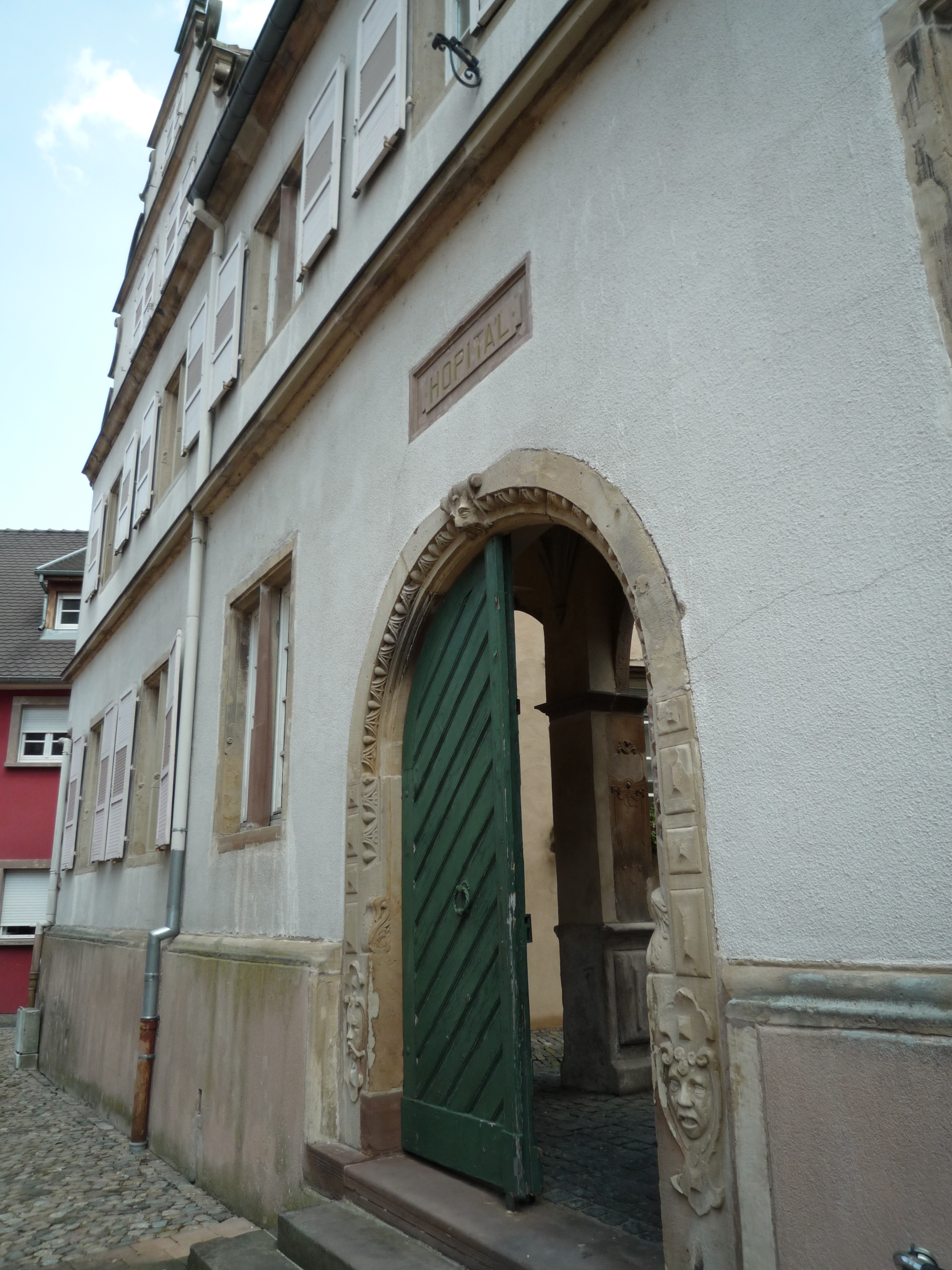
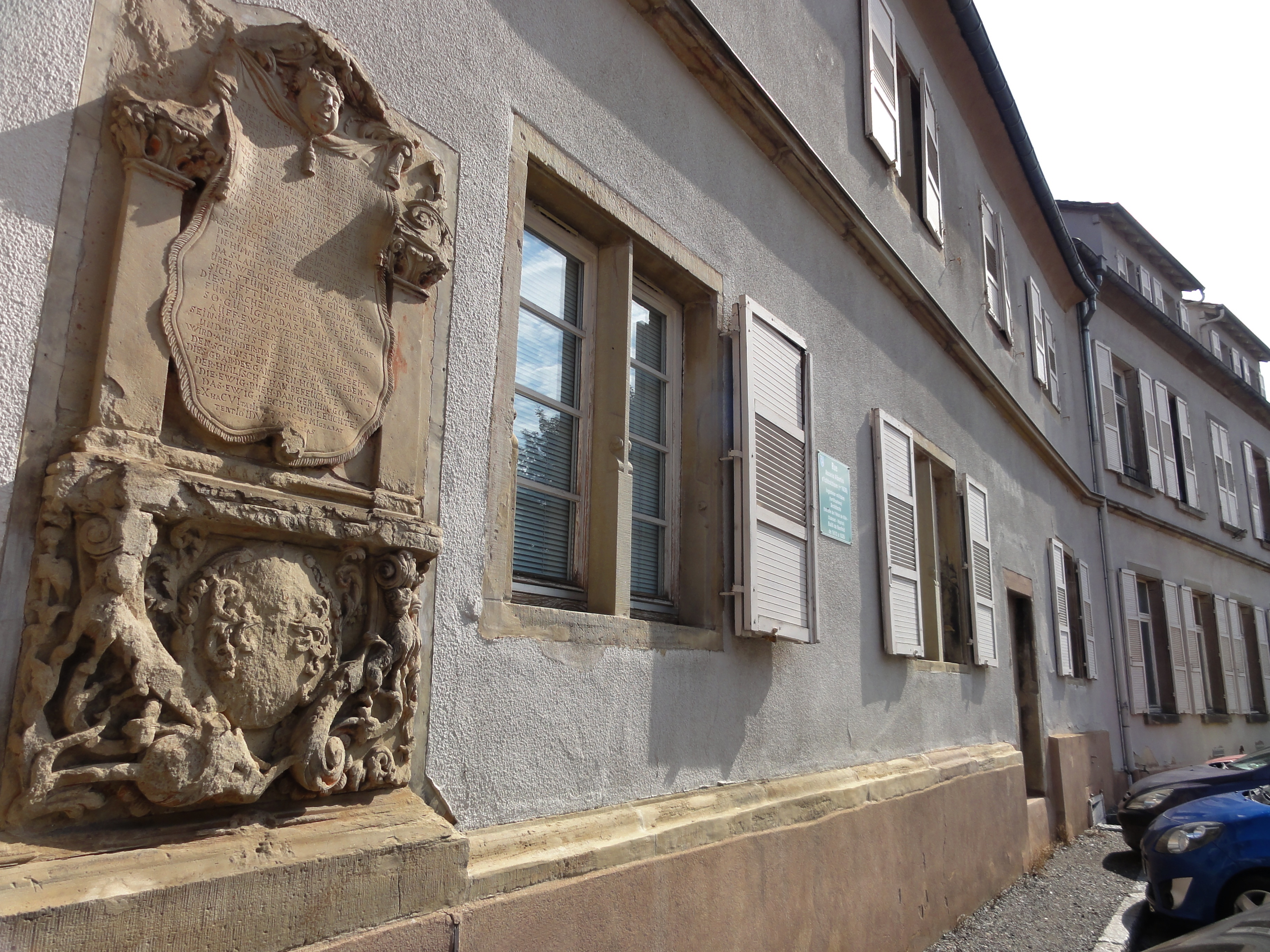
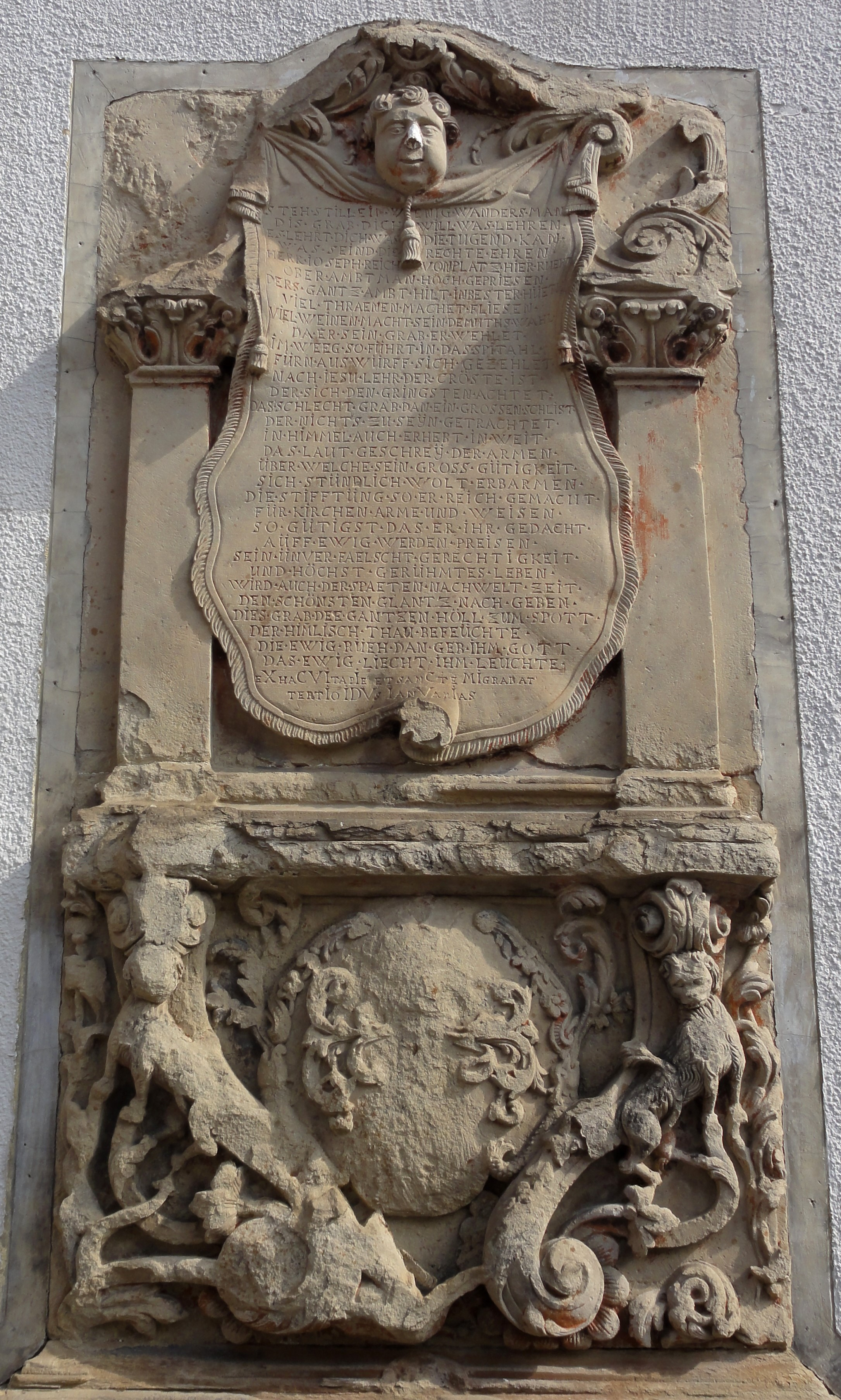
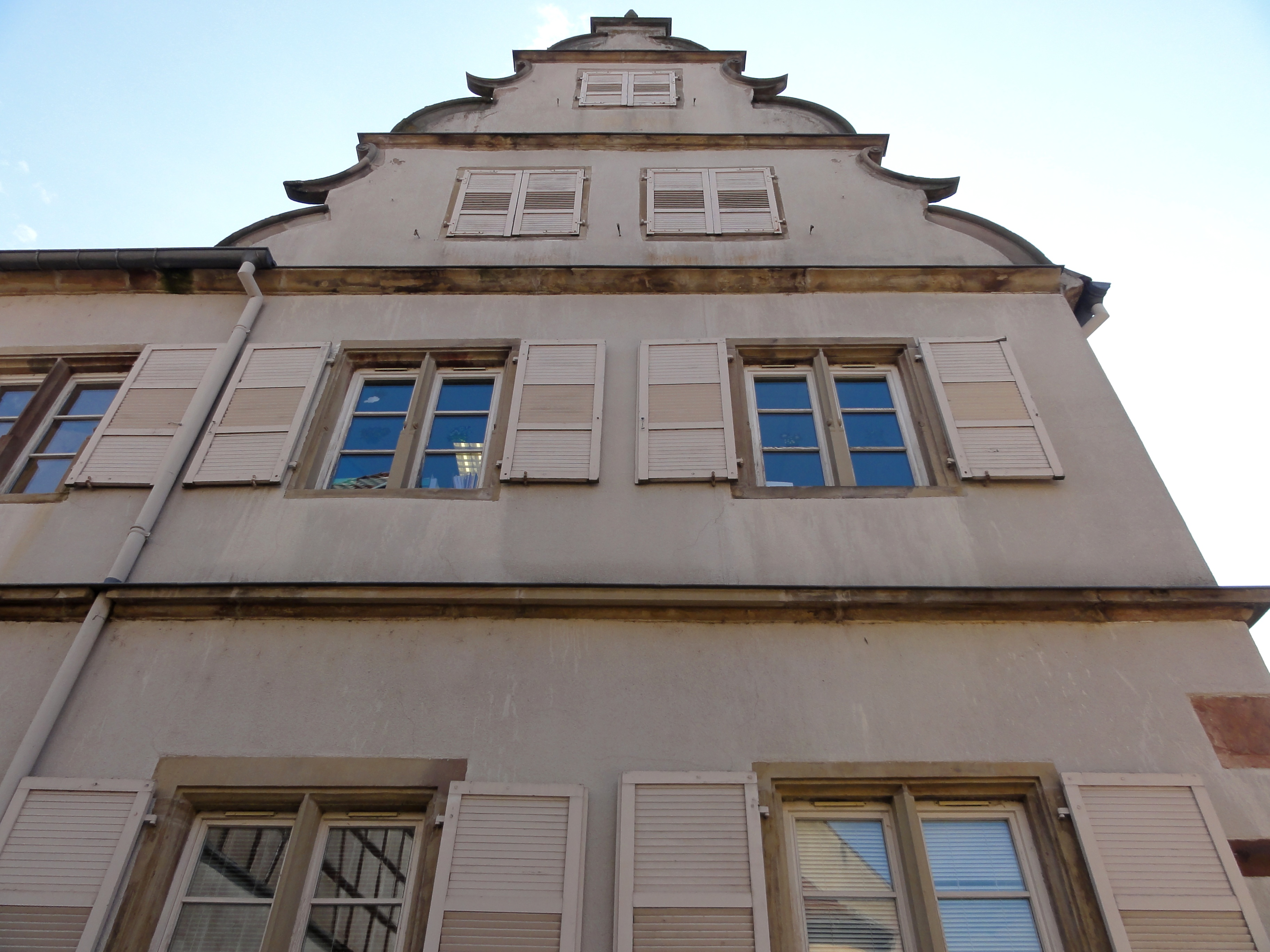
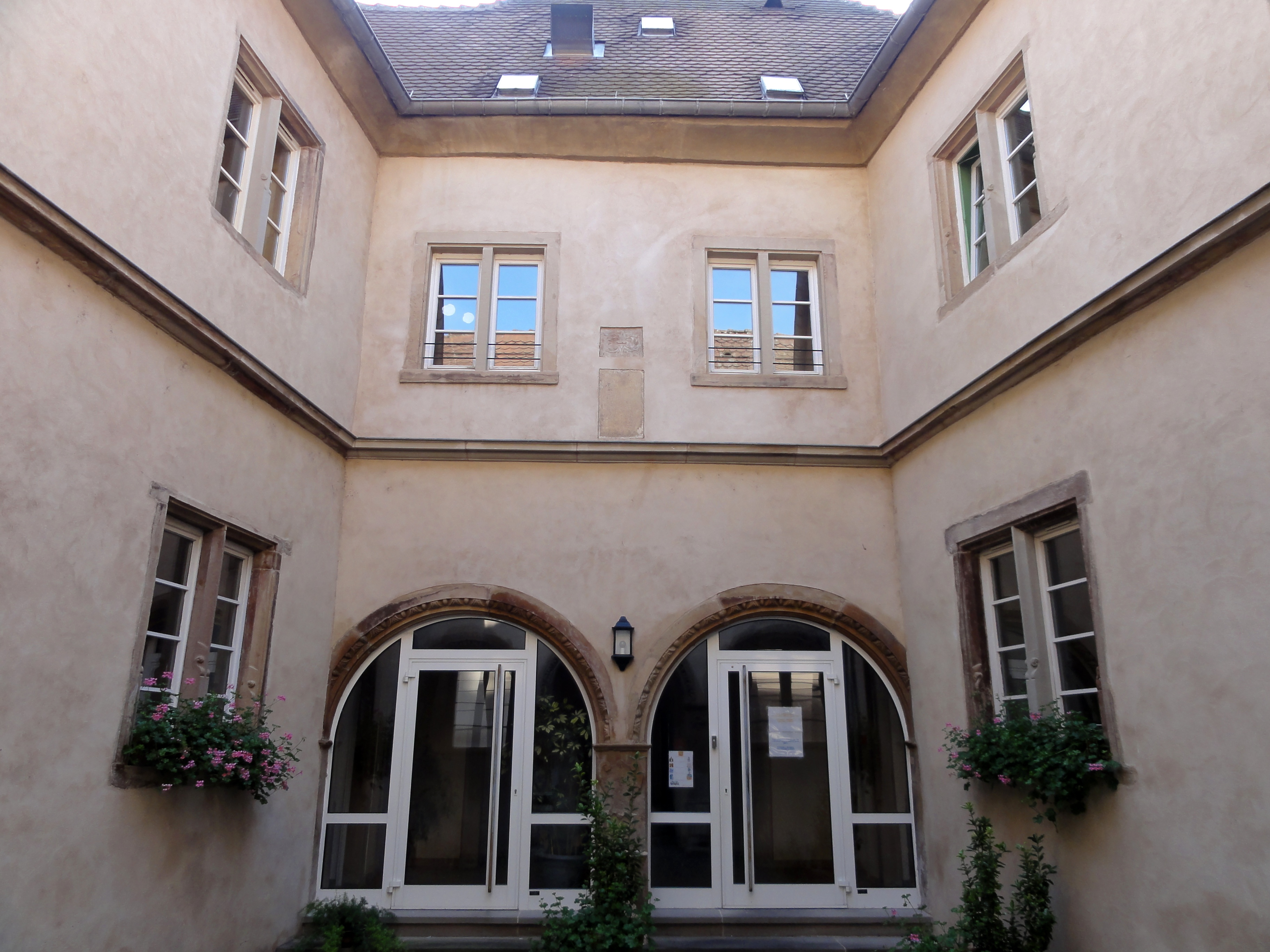
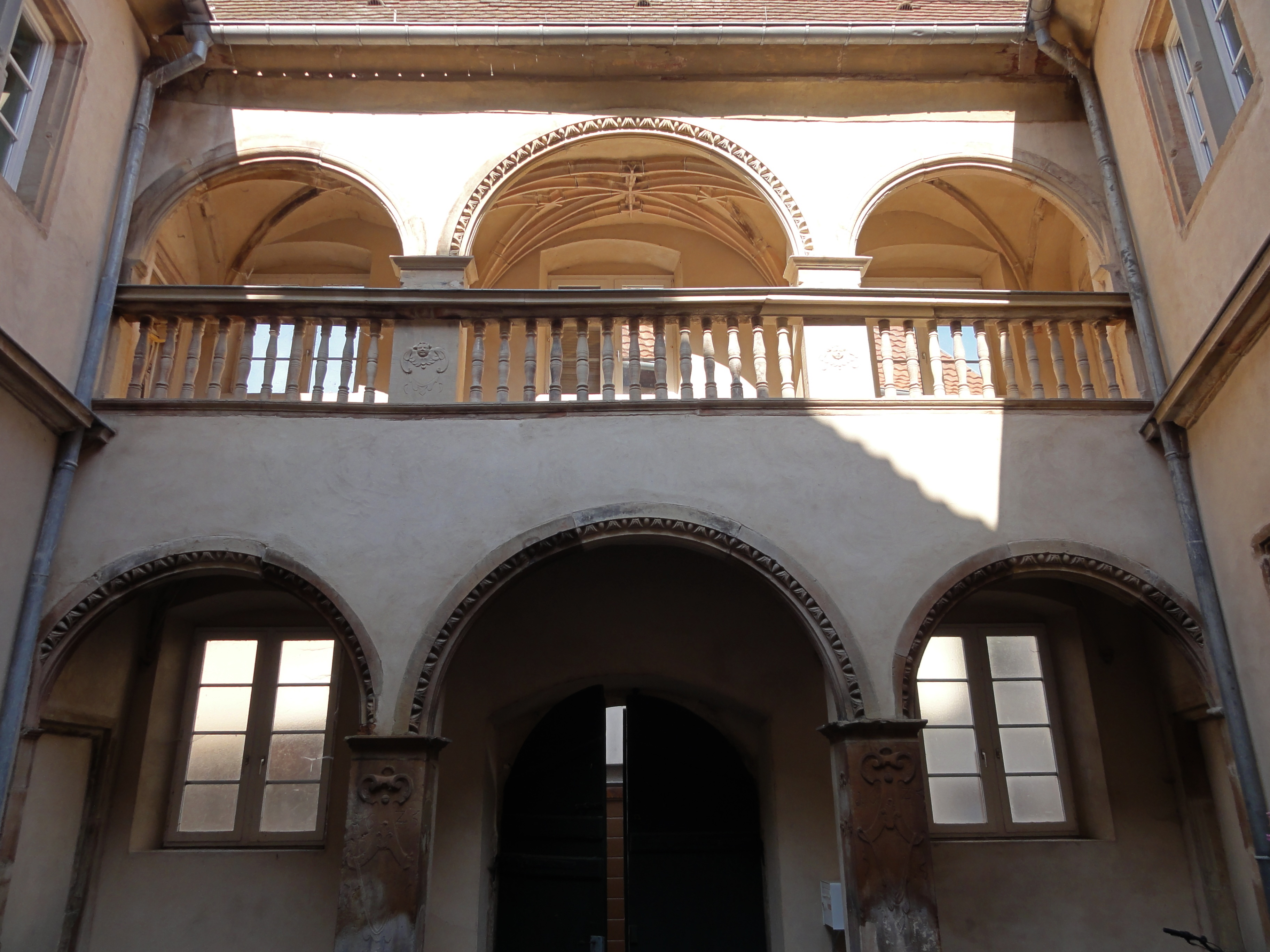
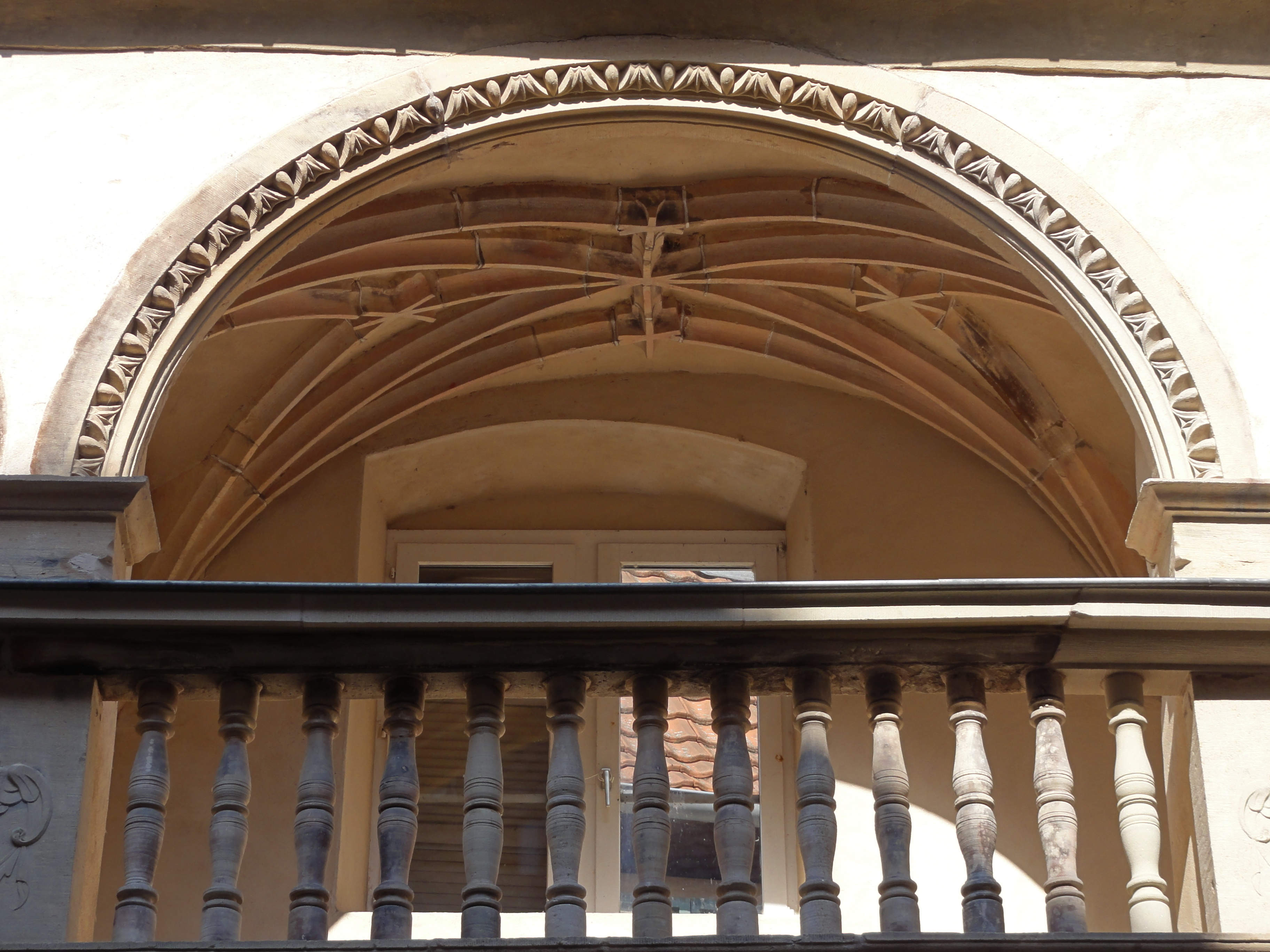
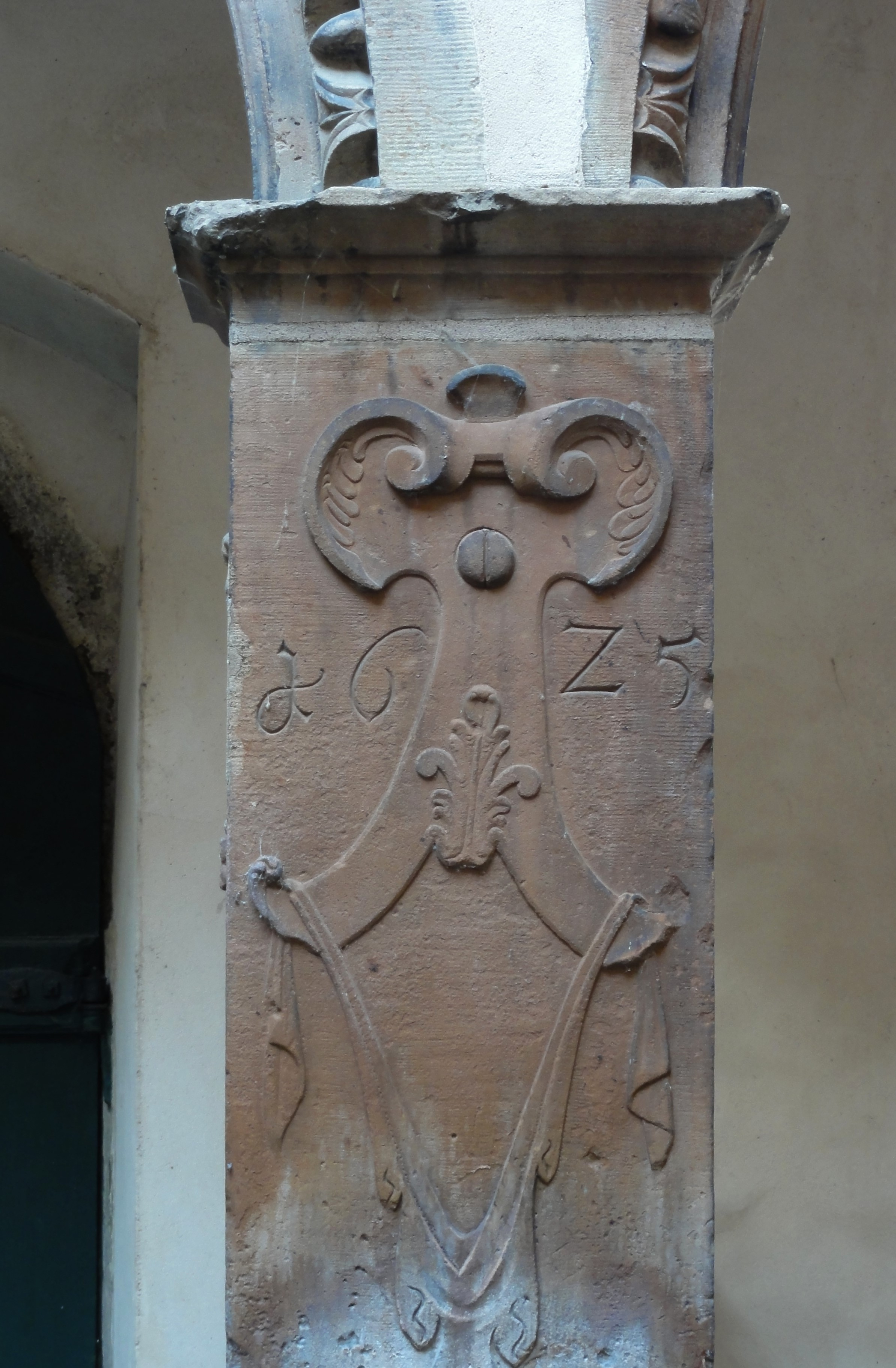